# Imitator

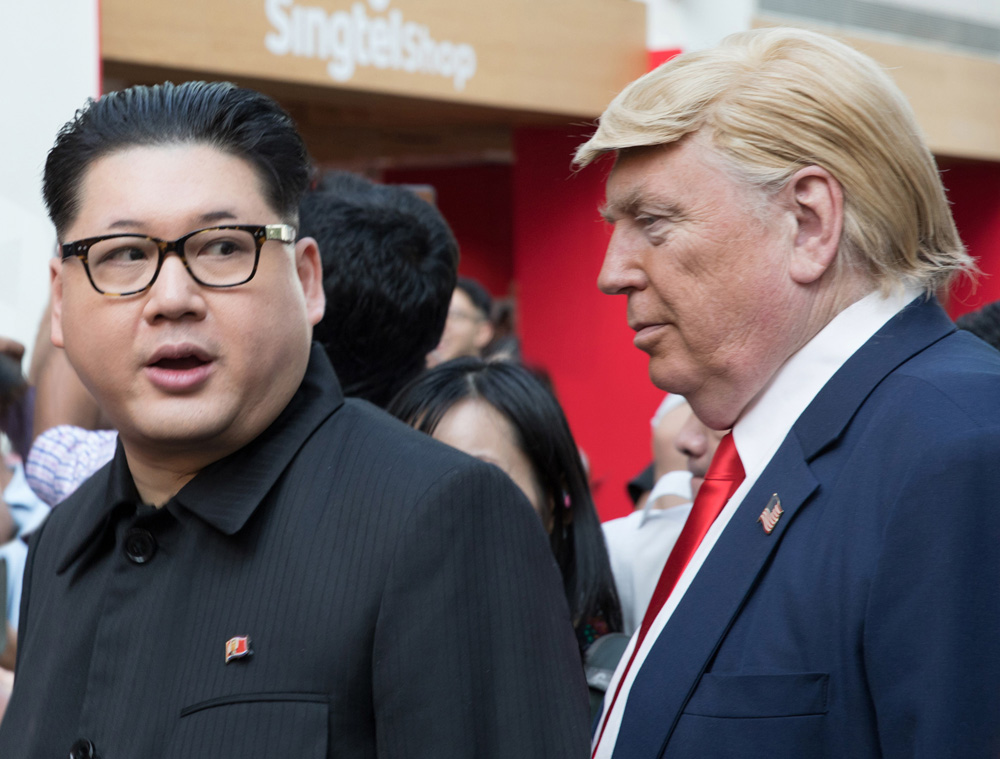
Imitatoren von Kim Jong-un (Howard X) und Donald Trump (Dennis Alan), 2018

Ein Imitator ist eine Person, die die Begabung hat, eine andere Person derart nachzuahmen, dass das Publikum die imitierte Person wiedererkennt. Oft handelt es sich bei der Imitation um eine Kunstform, die eng mit der Parodie in Kabarett und Satire verknüpft ist. Es wird dabei in Stimmenimitatoren und Doppelgänger unterschieden. Es gibt jedoch Künstler, die beides vereinen, etwa bei Elvis- oder Michael-Jackson-Imitatoren, die dann Aussehen, Gesang und Tanz imitieren.

## Stimmimitation
Eine Form der Imitation ist die Stimmimitation. Diese wiederum kann darin unterschieden werden, ob die Sprechweise einer Person nachgeahmt wird oder deren Gesang. So werden Prominente und Politiker imitiert, um diese in Sketchen auftreten zu lassen oder ihnen satirisch überspitzt Worte „in den Mund zu legen“. Dabei wird nicht nur die Stimmfarbe, sondern auch Wortwahl, Rhythmus, Eigenarten, Melodie und Floskeln imitiert. Es gibt auch Künstler, wie Hans Uwe Schneider, deren Interpretationen die Echtheit nachahmen und die Stimmen und Lieder so klingen lassen, als höre man die Originalperson unmittelbar.
Aber auch in Filmen kommen Imitationen vor, zum Beispiel wenn Passagen neu synchronisiert werden müssen, der ursprüngliche Sprecher aber nicht (mehr) zur Verfügung steht. So wurde zum Beispiel bei einer deutschen Neuvertonung der Familie Feuerstein der ursprüngliche Synchronsprecher von einem anderen Schauspieler kopiert, weil Fred Feuersteins „Urstimme“ eine zu hohe Gage haben wollte.
Da Filmprojekte sehr teuer sind, kommt es vor, dass Szenen mit Schauspielern, die während der Dreharbeiten verstarben, mit Hilfe von Stimmimitatoren und Körper-Doublen zu Ende gestellt werden (siehe zum Beispiel Natalie Wood und den Film Projekt Brainstorm).

## Doppelgänger
Die andere Form der Imitation ist, die äußere Erscheinung einer Person nachzuahmen. Diese oft auch Doppelgänger genannten Künstler sehen einer bekannten Person, mitunter durch Verwendung von passender Kleidung oder Schminke, sehr ähnlich.
Der Unterschied zum reinen Double, zum Beispiel für Fotoaufnahmen, besteht jedoch darin, dass der Imitator noch einen Schritt weitergeht, indem er neben der Ähnlichkeit zu einer Person auch immer versucht, deren Eigenarten schauspielerisch wiederzugeben.